# پیکوو (استان اوپوله)
پیکوو (به لهستانی: Piekło) یک منطقهٔ مسکونی در لهستان است که در گمینا دوماشوویتسه واقع شده‌است.